# Rue de la Harpe
La rue de la Harpe est une voie située dans le quartier de la Sorbonne du 5e arrondissement de Paris.

## Origine du nom
Elle tient ce nom, que sa partie septentrionale portait déjà en 1247, d'une enseigne qui pendait à la deuxième maison à droite au-dessus de la rue de Mâcon.

## Historique
La rue de la Harpe partait de la place du Pont-Saint-Michel sous le nom de « la Vieille-Boucherie », rebaptisée « rue de la Harpe » à partir du XIIIe siècle, le nom provenant d'une enseigne,.
La partie comprise entre la rue de la Huchette et la rue Saint-Séverin correspond à la rue de La Vieille Bouclerie ou rue de la Vieille Boucherie.
Vers 1280-1300, elle est citée dans Le Dit des rues de Paris de Guillot de Paris sous la forme « rue de la petite Bouclerie », pour l'actuelle partie nord de la rue entre la rue de la Huchette et la rue Saint-Séverin et « rue de la grant Bouclerie » pour la partie qui allait de la rue Saint-André-des-Arts à la rue de la Petite Bouclerie mais qui a disparu lors du percement du boulevard Saint-Michel.
La partie septentrionale de l'ancienne rue de La Harpe s'est également nommée « rue la Juiverie » et « rue aux Juifs » parce que les Juifs y avaient leurs écoles. De la rue de l'École-de-Médecine à l'ancienne place Saint-Michel, actuellement place Edmond-Rostand, elle a porté le nom de « rue Saint-Côme » à cause de l'église de ce nom et « rue aux Hoirs d'Harcourt » parce que le collège d'Harcourt (fondé en 1280) y était situé. 
En 1636, on distinguait la « rue de la Harpe » et la « rue Saint-Côme ».
Au milieu du XVIIe siècle, elle prit dans toute sa longueur le nom de « rue de la Harpe ».

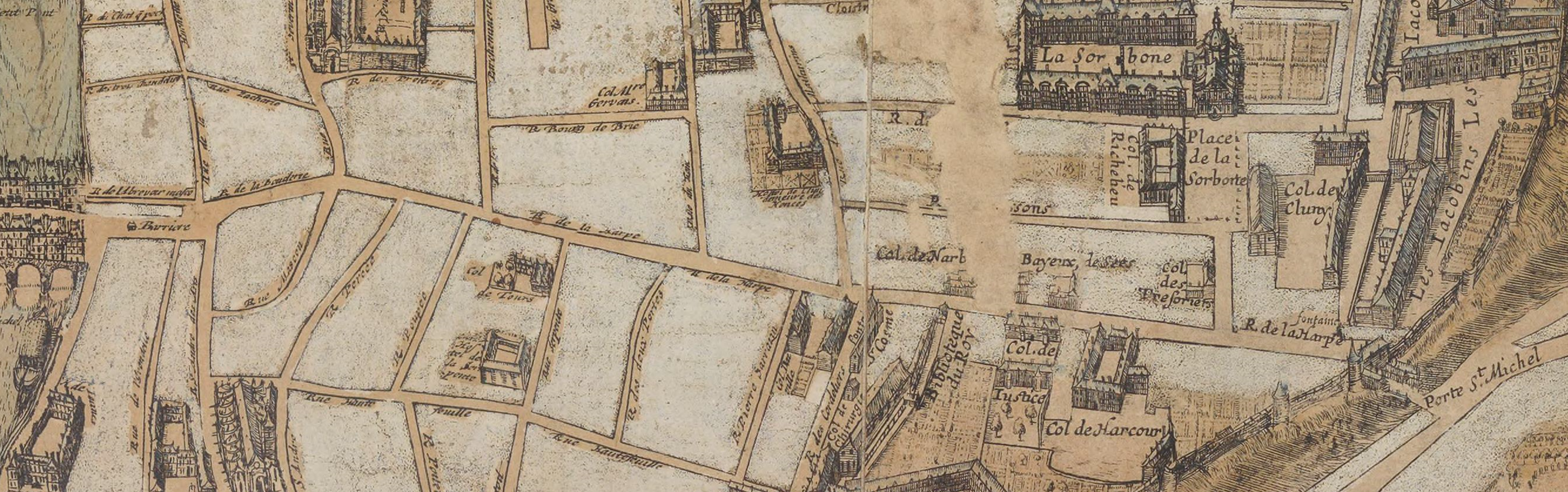
La rue de la Harpe en 1652 sur le plan de Gomboust, entre les rues de lAbreuvoir Mascon et de la Bouclerie à gauche (au nord, près de la Seine) et la porte Saint-Michel au sud.

Elle a porté depuis le XIIIe siècle les noms suivants : vicus Reginaldi Citharatoris (1247) ; vicus Reginaldi dicti le Harpeur (1265) ; vicus Vetus Bouclearia ; vicus Vetus Judearia ; « rue de la Vieille Boucherie » (1272) ; « rue de la Petite Bouclerie » (1300) ; « rue de l'Abreuvoir Mascon » (1391) ; « rue Neuve-Mâcon » ou « rue de l'Abreuvoir Mâcon » (1401) et « rue Neuve-Saint-Michel » (1409) ; « rue Neuve du Pont Saint-Michel » dite « rue de la Bouclerie » (1406) ; « rue de la Grande Bouclerie » (1405) ; « rue Neuve Saint-Michel » (1469). Elle fut également appelée « rue Neuve Outre la Porte Saint-Michel », et « rue de la Bouclerie », en (1726) ; « rue de la Vieille Bouclerie » (1751).
On pénétrait jadis par une porte cochère de cette rue dans les jardins du palais des Thermes de l'hôtel de Cluny.
Le 30 décembre 1563, Jacques Prévost de Charry, premier mestre de camp du régiment des Gardes françaises, revenant de la rue de la Harpe pour retourner au Louvre fut assassiné sur le pont Saint-Michel.  
Elle est citée sous le nom de « rue de la Harpe », pour une partie, de « rue Saint Cosme », pour une autre partie, et de « rue de la Vieille-Bouclerie », pour une troisième partie, dans un manuscrit de 1636 dont le procès-verbal de visite, en date du 22 avril 1636, indique : « En laquelle avons trouvé grande quantité de boues et immundices seiches collées contre les murs. »
Au bout de la rue de la Harpe, se trouvait la porte d'Enfer (ou Saint-Michel). Elle est abattue en 1684.
Dans la première partie du XIXe siècle, la rue de la Harpe commençait rues Saint-Séverin et de Mâcon et finissait sur l'actuelle place Edmond-Rostand et rue Saint-Hyacinthe-Saint-Michel et était située dans l'ancien 11e arrondissement de Paris.
Les numéros de la rue étaient noirs. Le dernier numéro pair était le no 110 et le dernier numéro impair était le no 129.
C'était l'une des rues les plus importantes de la rive gauche, desservant, du nord au sud : les thermes de Cluny et l'hôtel de Cluny ; le collège de Dainville ; l'église Saint-Côme ; le collège de Séez (1427) ; le collège de Narbonne (1316) ; le collège de Bayeux (1309) ; le collège de Justice ; le collège d'Harcourt ; les points de départ et d'arrivée des messageries pour Laval, Rennes, Saumur, Angers et Nantes.
Cette rue fut un des théâtres de l'insurrection des journées de Juin 1848. 
Un arrêté préfectoral du 10 mai 1851 rattache la rue de la Vielle-Boucherie, qui commençait rues de la Huchette et Saint-André-des-Arts, à la rue de la Harpe.
La partie comprise entre la rue Saint-Séverin et le boulevard Saint-Germain est le seul tronçon subsistant de l'ancienne rue de la Harpe. La partie jusqu'à l'actuelle place Edmond-Rostand fut engloutie par l'ouverture du boulevard Saint-Michel sous le Second Empire.

## Bâtiments remarquables et lieux de mémoire
- Nos 1 et 2 : donnant sur la rue de la Huchette.
- No 6 : le poète Paul Verlaine a demeuré dans un petit hôtel qui s'élevait à cet endroit et y a croisé le comédien Bibi-la-Purée[réf. nécessaire].
- No 12 : hôtel particulier, une petite porte avec baie, entresol ; élévation sur trois niveaux, plus comble ; trois fenêtres hautes sur façade avec garde-corps en fer forgé. Le peintre Eladio Vélez y a vécu de 1929 à 1931[9].
- Nos 19 et 16 : de suite après coupe la rue Saint-Séverin.
- No 18 : à l'emplacement de cet immeuble se trouvait une petite rue dite « rue Poupée » qui venait de la rue Hautefeuille. Le no 18 deviendra ensuite l'immeuble qui accueillera l'hôtel du Levant dans les années 1880.
- No 22 : à la place de cet immeuble se trouvait la rue Percée-Saint-André venant de la rue d'Hautefeuille, et qui survit dans l'actuelle impasse Hautefeuille.

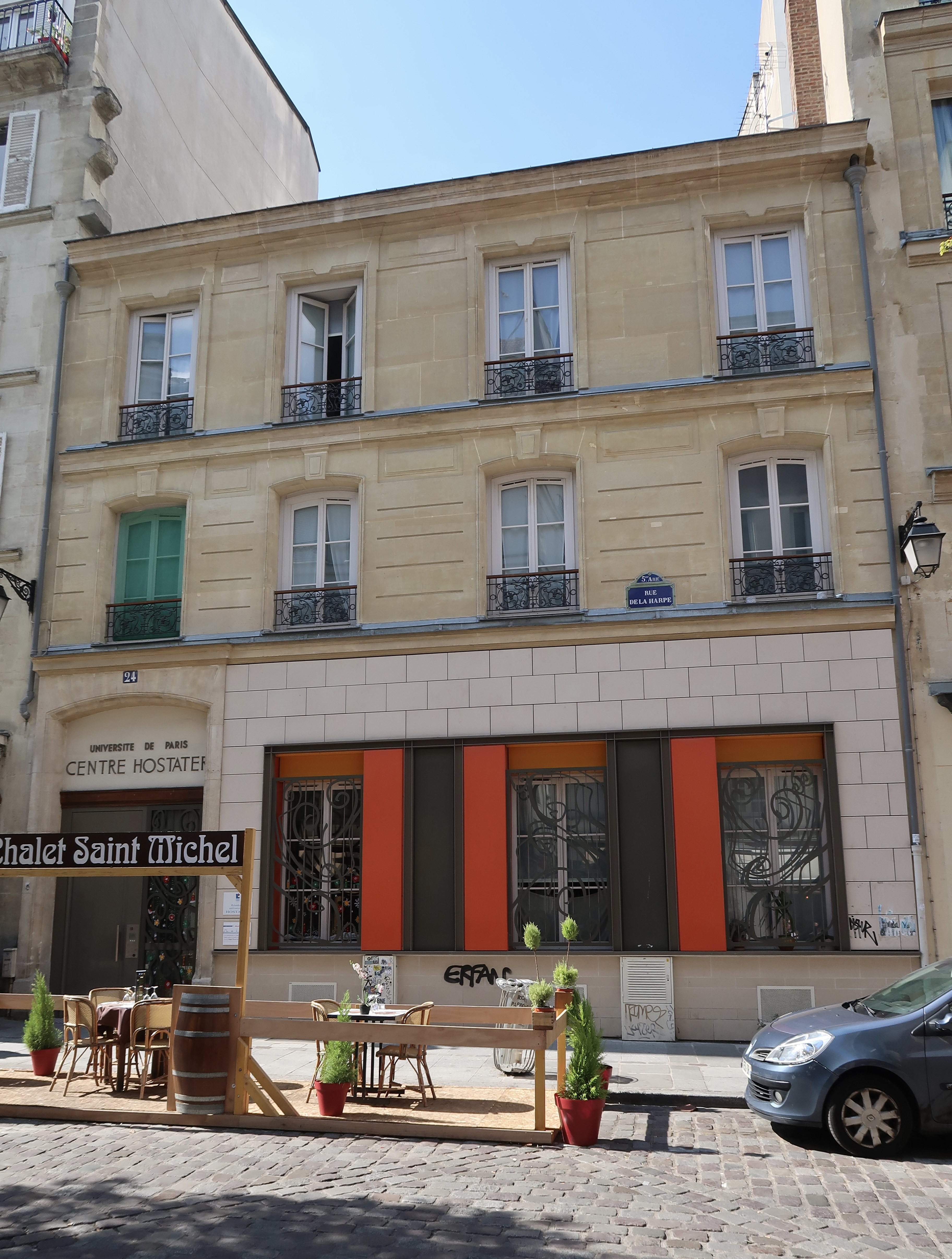
No 24.

- No 24 : centre Hostater[10] de l'université de Paris.
- No 26 : maison d'élévation de cinq étages, rangée de blasons ronds au 1er étage, deux de chaque côté de la porte centrale et au-dessus de celle-ci, un avec des traits obliques, les autres étant vides, rien au deuxième étage, au troisième étage, nouvelle série avec le blason central plein de cinq rangées de vair. Quatrième étage sans, et balcon au cinquième.
- No 35 : ici vécut Eulalie Bouasse-Lebel (1809-1898), éditrice et imprimeuse.
- No 35[11] : façade, toiture sur la rue de la Harpe, escalier et rampe en fer forgé (cadastre05.04BP 99) classés le 28 décembre 1979 aux monuments historiques. Dans deux baies cintrées à gauche, la porte cochère avec entresol et, à droite, la Petite Hostellerie, mascarons, sculptures et archivoltes en façade sur rue. Trois étages sur entresol avec comble, au troisième : baies cintrées, trois fenêtres sur façade. Ce n'est pas dans cet hôtel, mais à l'ancien no 51, aujourd'hui disparu, qui était situé en face de l'église Saint-Côme que fut arrêtée le 2 juin 1793 dans son logement au deuxième étage Madame Roland, dont le conjoint Jean-Marie Roland de La Platière, économiste et homme d'État, ne put quitter sa maison faute d'autorisation de l'Assemblée. Il s'en échappa, car mis hors-la-loi pour avoir refusé de se laisser arrêter ce même jour.
- No 37 : les façades et toiture sur rue, ainsi que l'escalier intérieur de cet hôtel particulier, sont classés le 25 février 1974 aux monuments historiques[12]. Élévation sur trois étages plus comble, avec trois fenêtres sur la façade sur rue.
- No 43 : juste après, rue de la Parcheminerie.

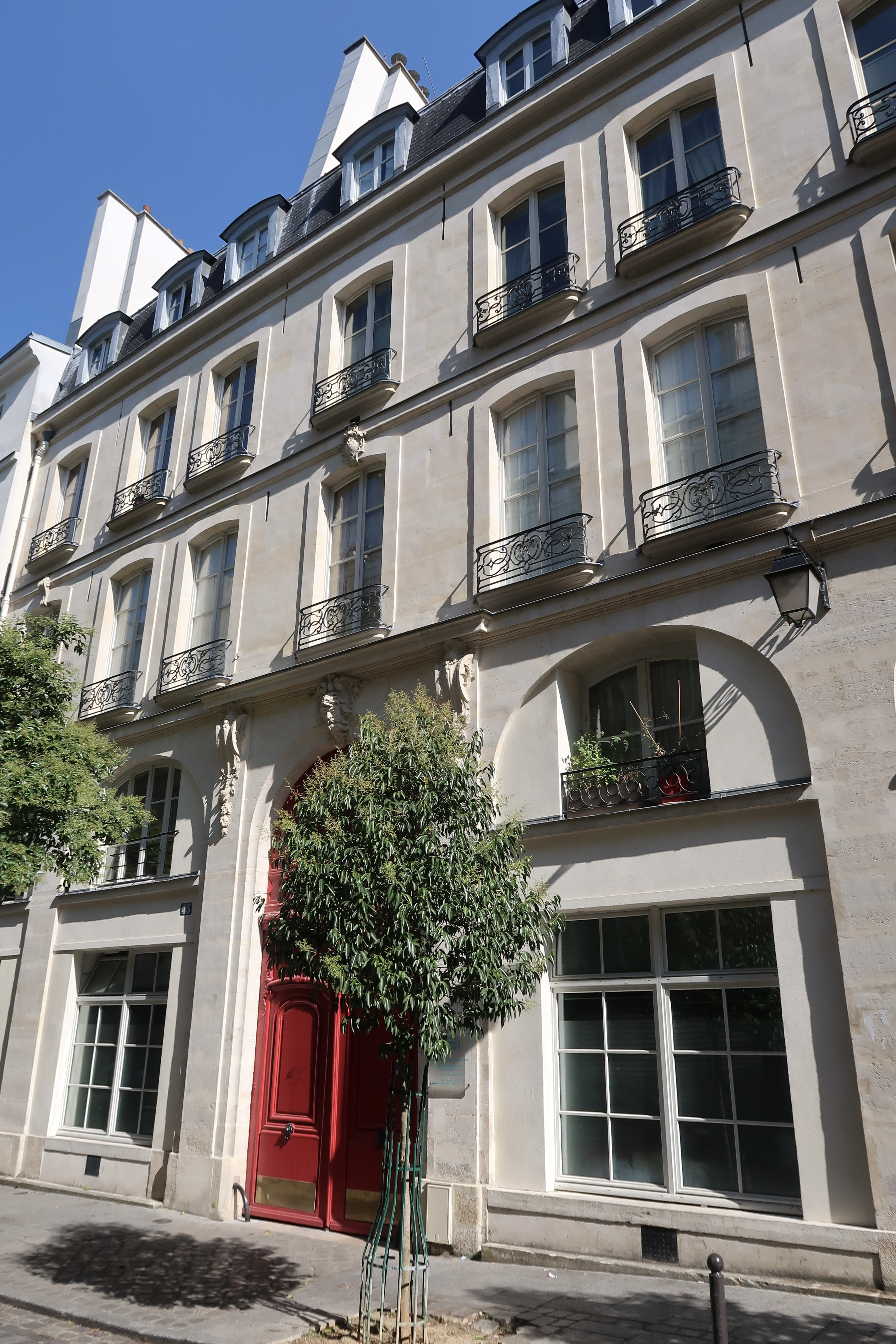
No 45.

- No 45 : Maison Juliennet, construite par François Debias-Aubry, ancien hôtel particulier, avec porte monumentale sur rue avec vantaux, classée le 24 mars 1928 aux monuments historiques[13]. Mascarons, élévation sur trois étages plus comble, deux baies voûtées de chaque côté de la porte cochère, cour pavée en cul-de-four avec fontaine.
- No 47 : hôtel particulier, élévation sur trois étages plus comble.
- No 53 : emplacement, en 1947, d'un restaurant africain tenu par l'ex-danseur des Folies Bergère Féral Benga (1906-1957) dans lequel est établi, en cette même année, le premier cabaret-théâtre La Rose rouge. Le second cabaret de ce nom ouvre l'année suivante au 67, rue de Rennes.
- No 80 : fut le dernier domicile du graveur Noël Le Mire qui y mourut en 1801[réf. nécessaire].
- No 83 : emplacement du collège de Séez, disparu en 1763.

### Emplacements non localisés ou disparus
- No 89 : emplacement du collège de Narbonne[14]. Gustave Courbet y a eu son premier atelier.
- Au XVIIIe siècle, une pharmacie appartenant à Ignace-Théodore Brongniart se trouvait au coin de la rue Poupée (donc vers le no 18 actuel), à l'enseigne du Flambeau Royal, où sont nés Alexandre-Théodore Brongniart, l'architecte du palais de la Bourse à Paris, et son frère Antoine-Louis Brongniart, chimiste[15].
- François Muguet (1631-1702), imprimeur du roi et de Monseigneur l'archevêque, y avait son enseigne Aux Trois Roys en 1682[16]. Sa veuve lui succède au début du XVIIIe siècle[17].
- De 1710 à 1790, quatre générations d'imprimeurs-libraires les d'Houry, imprimeur de l'Almanach royal, vis-à-vis la rue Saint-Séverin à l'enseigne du Saint-Esprit[18].